# Macrobaenetes valgum
Macrobaenetes valgum är en insektsart som först beskrevs av Strohecker 1960.  Macrobaenetes valgum ingår i släktet Macrobaenetes och familjen grottvårtbitare. IUCN kategoriserar arten globalt som sårbar. Inga underarter finns listade i Catalogue of Life.